# Aminé
Adam Aminé Daniel (Portland, Oregón, Estados Unidos, 18 de abril de 1994), conocido como Aminé, es un rapero, cantante y compositor estadounidense. Su disco sencillo de debut «Caroline», alcanzó el #11 en el Billboard Hot 100. Aminé publicó su álbum de estudio debut Good for You el 28 de julio de 2017.

## Primeros años
Hijo de emigrantes etíopes que emigraron a los Estados Unidos a comienzos de la década de 1990, la madre de Aminé trabajó en una oficina de correos y su padre fue profesor y traductor a tiempo parcial. Aminé nació y creció en Portland, Oregón. Creció queriendo jugar baloncesto, pero fue eliminado del equipo de baloncesto de Benson Polytechnic en primer y segundo año. Su carrera como rapero comenzó a ser una realidad cuando escribía canciones sobre escuelas secundarias rivales, Grant High School y Lincoln High School. Aminé asistió al Portland State University y estudió Marketing. Aminé también trabajó como pasante en publicaciones de hip-hop en la revista Complex.

## Carrera

### 2014-2015: Comienzos
Aminé comenzó su carrera después de lanzar su mixtape debut, Odyssey to Me, el cual fue publicado el 17 de enero de 2014. Aminé también publicó su primer EP, En Vogue, el 4 de septiembre de 2014. Más tarde, Aminé publicó su segundo mixtape Calling Brío, el 31 de agosto de 2015.

### 2016–presente: Estrellato y álbum debut
El 9 de marzo de 2016, Aminé publicó su sencillo debut «Caroline» y el vídeo del mismo a través de su canal oficial en Vevo y YouTube el 1 de junio de 2016, video que alcanzó 226 millones de visitas en la plataforma. La canción debutó en el #95 en el Billboard Hot 100 y más tarde alcanzaría el #11. En junio de 2017, la canción fue tres veces certificado platino por la RIAA.
En agosto de 2016, Aminé firmó con Republic Records publicando su segundo sencillo bajo el sello, titulado «Baba» el 4 de noviembre de 2016, continuando con el éxito de «Caroline». El 15 de noviembre de 2016, Aminé interpretó «Caroline» en The Tonight Show Starring Jimmy Fallon.
El 9 de marzo de 2017, Aminé publicó un nuevo sencillo titulado «REDMERCEDES». El vídeo musical de la canción fue publicado el 7 de abril de 2017 a través de Vevo y YouTube.

## Vida personal
Aminé vive actualmente en Los Ángeles. Ha declarado a Quentin Tarantino como su director favorito y ha dicho que "Tarantino es solo uno de esos tipos que tienen su propia linea, lo cual admiro inmensamente - Me gusta el artista y la mente que crea el arte."

## Discografía
| Álbumes de estudio - 2017: Good for You - 2018: ONEPOINTFIVE - 2020: Limbo - 2021: TWOPOINTFIVE - 2025: 13 Months of Sunshine | EP - 2014: En Vogue | Mixtapes - 2014: Odyssey to Me - 2015: Calling Brío |

## Giras
- 2017: Tour for You (con Towkio)[12]